# محمد الماضي
المهندس محمد بن حمد بن محمد الماضي رئيس المؤسسة العامة للصناعات العسكرية، صدر الأمر الملكي بتعيينه على المرتبة الممتازة في 25 ربيع الثاني 1436 هجري الموافق 14 فبراير 2015م (المصدر: واس) تم إعفاؤه بتاريخ ١٧ اغسطس ٢٠٢٥ م 
- التحق المهندس محمد حمد الماضي بشركة سابك في عام 1976 حيث عمل مهندسًا كيميائياً، وشغل عدة مناصب فيها إلى أن عُيّن نائبًا لرئيس مجلس إدارتها ورئيسًا تنفيذيًا لها في عام 1998.[2][3][4] ويشغل المهندس محمد الماضي أيضًا منصب رئيس المجلس الإشرافي لشركة سابك للبلاستيكيات المبتكرة والمجلس الإشرافي لشركة سابك أوروبا بي. في.

إضافة إلى ذلك، يشغل المهندس محمد الماضي منصب رئيس مجلس الإدارة والعضو المنتدب لشركة الأسمدة العربية السعودية (سافكو) ورئيس مجلس إدارة الاتحاد الخليجي لمنتجي البتروكيماويات والكيماويات. وهو أيضًا عضو المجلس الاستشاري العالمي لجامعة الملك فهد للبترول والمعادن وعضو مجلس إدارة شركة ألومنيوم البحرين (ألبا). كما أنه عضو مجلس الأعمال السعودي الأمريكي؛ ولجنة التوازن الاقتصادي؛ ومجلس الأعمال الدولي المنبثق عن المنتدى الاقتصادي العالمي. والمهندس محمد الماضي زميل مدرسة لندن للأعمال.
وقد تخرج المهندس محمد الماضي من جامعة كولورادو في عام 1973 بعد أن حصل على درجة بكالوريوس العلوم كما حصل على درجة الماجستير في الهندسة الكيميائية من جامعة وايومينغ في عام 1976.
- درس المرحلة الابتدائية في المدرسة السعودية بنجران حيث كان والده أمير لنجران. ..(والماضي من أُسر روضة سدير العريقة)..
- درس المرحلة المتوسطة في الطائف
- درس المرحلة الثانوية في أبها

إلى جانب مهمات ومسئوليات وظيفته الأساسية، يشغل المهندس الماضي المناصب التالية:
.
- الرئيس التنفيذي لشركة (سابك).
- رئيس مجلس إدارة شركة (سابك للبلاستيكيات المبتكرة).
- زميل كلية لندن لإدارة الأعمال.
- عضو المجلس الاستشاري الدولي لجامعة الملك عبد الله للعلوم والتقنية.
- عضو المجلس الاستشاري الدولي لجامعة الملك فهد للبترول والمعادن.
- عضو المجلس الاستشاري لجامعة الأمير محمد بن فهد.
- عضو المجلس الاقتصادي العالمي، والمنتدى الاقتصادي العالمي.
- عضو مجلس إدارة منتدى «بواو» الآسيوي.
- رئيس مجلس إدارة الاتحاد الخليجي لمنتجي البتروكيماويات والكيماويات «جيبكا».
وتم اختياره من ضمن أكثر 10 شخصيات عربية تأثيرا لعام 2013 .